# Polskie Towarzystwo Ortopedyczne i Traumatologiczne
Polskie Towarzystwo Ortopedyczne i Traumatologiczne (PTOiTr) – stowarzyszenie naukowe założone w 1928 roku w Poznaniu. Zrzesza lekarzy ortopedów, lekarzy innej specjalności interesujących się zagadnieniami ortopedii i traumatologii narządu ruchu.

## Historia
Pierwszy Zjazd Polskiego Towarzystwa Ortopedycznego odbył się w Poznaniu 17 listopada 1928 roku.
W przeddzień Zjazdu ukazał się pierwszy zeszyt Chirurgii Narządów Ruchu i Ortopedii Polskiej, oficjalnego organu Polskiego Towarzystwa Ortopedycznego. Do dziś członkostwem honorowym PTOiTr wyróżnionych zostało 51 osób, a medalem imienia profesora Adama Grucy (1985 r.) 21 osób.

## Prezesi PTOiTr
Prezesami PTOiTr byli:
- Ireneusz Wierzejewski (1928-1930)
- Wacław Łapiński (1930-1931)
- Adolf Wojciechowski (1931-1938)
- Adam Gruca (1938-1950)
- Wiktor Dega (1950-1954)
- Zygmunt Ambros (1954-1959)
- Stefan Łukasik (1959-1961)
- Marian Garlicki (1961-1972)
- Gabryel Wejsflog (1972-1973)
- Alfons Senger (1974-1976)
- Donat Tylman (1976-1980)
- Stanisław Piątkowski (1981-1982)
- Stefan Malawski (1983-1986)
- Witold Szulc (1987-1990)
- Józef Szczekot (1991-1994)
- Andrzej Wall (1995-1998)
- Kazimierz Rąpała (1999-2002)
- Tadeusz Szymon Gaździk (2003-2006)
- Wojciech Marczyński (2007-2010)
- Paweł Małdyk (2011-2012)
- Damian Kusz (2013-2014)
- Marek Synder
- Leszek Romanowski
- Tomasz Mazurek[3]

## Sekcje PTOiTr
- Sekcja Chirurgii Barku i Łokcia
- Sekcja Chirurgii Kolana, Artroskopii i Traumatologii Sportowej
- Sekcja Chirurgii Ręki
- Sekcja Chorób Metabolicznych Tkanki Kostnej
- Sekcja Ortopedii Dziecięcej
- Sekcja Ortopedii Onkologicznej
- Sekcja Osteosyntezy
- Sekcja Reumoortopedii
- Sekcja Spondyloortopedii

## Obecny Zarząd Główny PTOiTr
- Prezes - Tomasz Mazurek[3]
- Prezes Elekt - Andrzej Bohatyrewicz
- Prezes Poprzedniej Kadencji - Leszek Romanowski
- Członkowie - Andrzej Borowski, Jacek Gągała
- Redaktor Naczelny Chirurgii Narządów Ruchu i Ortopedii Polskiej ((ang.) Polish Orthopaedics & Traumatology) - Andrzej Nowakowski
- Sekretarz - Rafał Pankowski
- Skarbnik - Filip Dąbrowski